# Смыченко, Александр Данилович
Алекса́ндр Дани́лович Смыче́нко (укр. Олександр Данилович Смиченко; род. 10 марта 1951, Кировоград) — советский футболист, игравший на позиции защитника.

## Биография
Воспитанник кировоградского футбола. Первый тренер — Владимир Резников. В начале играл в амплуа вратаря, но позже был переведён на позицию центрального переднего защитника, на которой провёл всю карьеру.
В 1970 году был приглашён в киевское «Динамо», однако выступал только за дублирующий состав. В том же году вернулся в Кировоград, где стал игроком местной «Звезды». Проведя три сезона в кировоградской команде, был призван на воинскую службу, во время которой играл за СК «Чернигов». После демобилизации вернулся в состав «Звезды», где выступал до окончания карьеры. Всего за клуб из Кировограда в течение 14 сезонов провёл более 500 официальных игр. Был капитаном команды, дважды привлекался в сборную УССР, входил в число 22-х лучших футболистов украинской зоны второй лиги чемпионата СССР. В 1975 году стал обладателем Кубка Украинской ССР. Завершил выступления в 1984 году.

Высокий, сильный защитник. Обладает высокими атлетическими способностями, что позволяет ему удачно вести единоборства. Хорошо играет головой и в отборе мяча. Смелый, самоотверженный. Игре отдаётся полностью. Добросовестный. Много работает. Решительный, инициативный. В нужный момент способен жертвовать собой. Всегда увлечён игрой, как бы она не складывалась. Внешне всегда спокоен. Редко срывается
— Выдержки из тренерского блокнота в отчёте о работе футбольной команды «Звезда», 1976 год
Окончил Кировоградский педагогический институт. По завершении карьеры работал на кировоградском предприятии «Стройиндустрия», а позже — в управлении областного союза потребителей. Также был тренером ДЮСШ и делегатом ФФУ на матчах любительских турниров. В течение 10 лет возглавлял кировоградскую ДЮСШ «Динамо-Олимп».
Сын Александр также был футболистом. Играл в низших украинских лигах (в том числе — и за «Звезду»), а также в любительских командах. Позже работал в органах МВД, дослужился до звания подполковника, а затем иммигрировал в Канаду.

## Достижения
- Обладатель Кубка УССР: 1975